# Zeitungsmarke

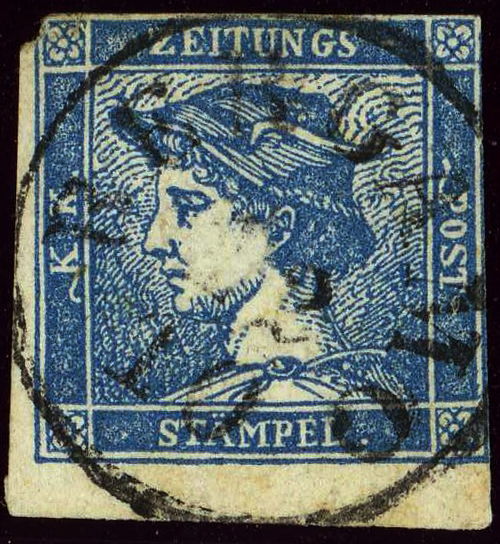
Blauer Merkur, ausgegeben ab 1850 vom Kaisertum Österreich mit Stempel aus Bergamo

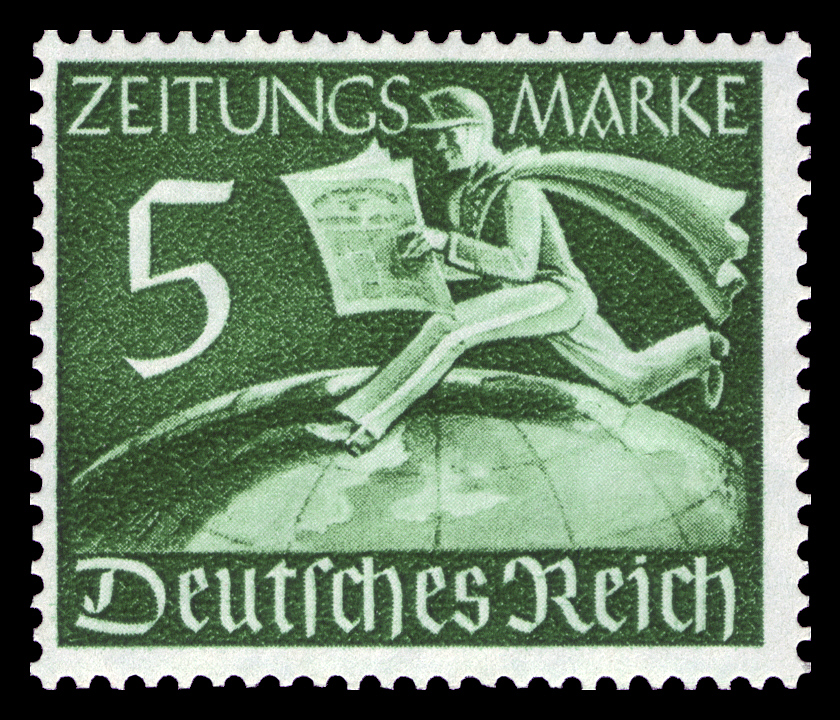
Deutsche Zeitungsmarke von 1939

Eine Zeitungsmarke ist eine besondere Art von Briefmarke, die für das Verschicken von Zeitungen und Zeitschriften benutzt wird. Im späten 19. Jahrhundert und frühen 20. Jahrhundert waren sie sehr verbreitet, fielen allerdings Mitte des 20. Jahrhunderts außer Gebrauch.

## Geschichte
1851 veröffentlichte Österreich die erste Zeitungsmarke. Das Konzept der Zeitungsmarke war mäßig beliebt und verbreitete sich in Ländern wie Italien, den USA und Deutschland.
Oft wurden sie geschnitten und nicht gezähnt.
1853 erschienen in Österreich Zeitungsstempelmarken für die Umsetzung der Zeitungssteuer.
Der rote Merkur, eine österreichische Zeitungsmarke von 1856, ist wahrscheinlich die wertvollste bekannte Zeitungsmarke.